# Piermario Ciani
Piermario Ciani (Bertiolo, 19 giugno 1951 – Udine, 3 luglio 2006) è stato un artista, fotografo e grafico italiano noto anche per le sue attività negli ambiti dell’editoria, della mail art, della creazione di eventi e della Controcultura. Nel corso della sua vita ha utilizzato anche gli alter-ego Mind Invaders, Trux, Luther Blissett e Stickerman.

## Biografia

### Gli anni Ottanta, tra fotografia e xerografia
Piermario Ciani nasce a Bertiolo, in provincia di Udine, il 19 giugno 1951. Dopo un esordio pittorico tra il 1974 e il 1976 con esiti prossimi alla Op art, si avvicina nel 1977 alle culture alternative, in particolare del Movimento del '77 a Udine, che documenta in alcune fotografie, a partire dal 1979 anima il Centro di Documentazione Libera sempre a Udine, realtà che vede tra gli ospiti anche Fernanda Pivano, Allen Ginsberg, Gregory Corso, Julian Beck, Judith Malina, così come mostre di Pietro Carnelutti (della rivista "Puzz") e Lorenzo Mattotti.
Sempre nel 1979 rafforza l'interesse per la fotografia, grazie a un workshop con il fotografo americano Will McBride, tenutosi durante la manifestazione Venezia 79 - La fotografia. Nel 1980, in occasione di un seminario con il reporter Tony D'Urso dell'Odin Teatret realizza vari scatti al festival teatrale di Santarcangelo di Romagna, avviando poco dopo la serie di fotografie in bianco e nero Ritratti Naoniani (1980-1982), dedicata alla scena punk e post punk di Pordenone, al tempo dominata dal movimento artistico-musicale del The Great Complotto. In tale ambito fotografa i componenti dei vari gruppi del movimento, dando contemporaneamente vita al gruppo-fantasma dei Mind Invaders, i cui inesistenti concerti vennero comunque recensiti da varie riviste di settore, e ad alcune fanzine ("115/220", "Onda 400" e "50%", quest'ultima nata assieme a Vittore Baroni). Nel 1980 un suo scatto vince il primo premio al 3º Concorso Fotografico Città di Udine.
Sempre nei primi anni Ottanta Ciani inizia a modificare le proprie fotografie in bianco e nero tramite l'utilizzo della xerografia a colori, riscontrando l'interesse di storici della fotografia come Italo Zannier, che definisce i suoi scatti fotografia rock, affiancandoli a quelli di Bruno Munari, col quale effettivamente espone in alcune occasioni, e Claudio Marra. Oltre alla specificità del mondo fotografico, le sue sperimentazioni tra fotografia e xerografia vengono registrate anche in vari studi e mostre sulla Copy art, così come in progetti artistici editoriali come  Elettrographics (Pavia, Edinform 1984), cartella curata da Maria Grazia Mattei che include anche lavori di Bruno Munari, Stefano Tamburini, Pierluigi Vannozzi e Giacomo Spazio.
Oltre alla serie dei Ritratti Naoniani, anch'essa trasformata dai colori algidi della xerografia, nascono successivamente, sempre nel corso degli anni Ottanta, le serie A costo di ripetermi, Histoire d'A, Dal video e Interpretazioni del Po.

### Trax (1981-1987)

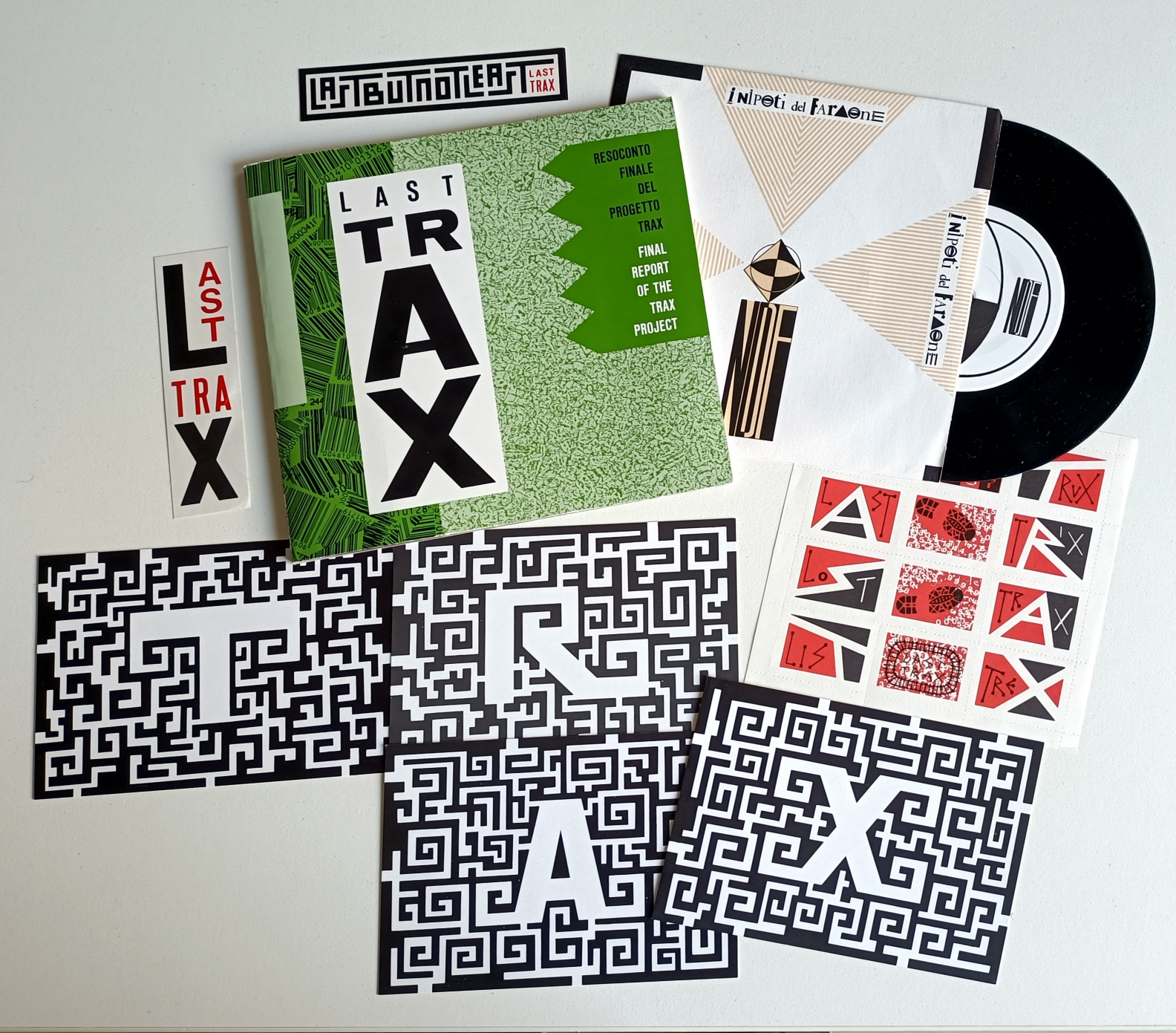
Vittore Baroni, Piermario Ciani, Massimo Giacon, Last Trax, 1987, grafica di Piermario Ciani

Parallelamente alle ricerche foto-xerografiche, nel 1981 Ciani sviluppa assieme a Vittore Baroni e Massimo Giacon il progetto Trax (1981-1987), autodefinito dal gruppo come un sistema modulare a componibilità illimitata che coinvolge complessivamente oltre 500 artisti e musicisti da tutto il mondo.  Sfuggendo a qualsiasi definizione, Trax attinge alla musica industriale e a quella elettronica, alla copy art, alla mail art, al cut up e alle ricerche verbovisuali. Tutte le produzioni del progetto - riviste d'artista, vinili, cassette, audiomagazine, fumetti, cartelle di xerografie, interventi grafici, T-shirt e performance - sono documentate nel volume che chiude l'esperienza di Trax, Last Trax (1987), scritto arricchito da cartoline, francobolli d'artista e un vinile che comprende anche una traccia sonora del designer Ettore Sottsass. All'interno del catalogo Trax Ciani si è occupato principalmente della progettazione grafica delle varie produzioni, a iniziare da quelle da lui interamente concepite, come Trax 0681 XACT, che ha di fatto avviato il progetto.
In questi anni l'attività grafico-comunicativa di Ciani si sviluppa anche nel campo della Mail art, producendo in particolar modo cartoline e francobolli d'artista. In tale contesto intrattiene sia scambi di comunicazioni creative con vari artisti internazionali del network mailartistico - come Ryosuke Cohen, Vittore Baroni, GX Jupitter-Larsen, Guy Bleus e Masami Akita -, sia eventi, come la mostra itinerante di cartoline xerografiche Rispondere a toner (1987), o Strane corrispondenze (Villorba di Treviso, Villa Fanna, 1989), sia progetti di comunicazione coordinata, come il logo per il Congresso Mondiale Decentralizzato di Mail art tenutosi nel 1992.

### Gli anni Novanta

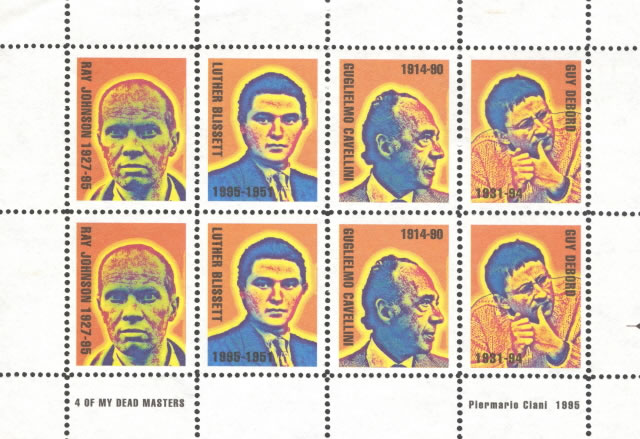
Foglietto di francobolli di Piermario Ciani, 1995 ca.

Nel corso degli anni Novanta, oltre alla produzione grafica anche per editori nazionali come Stampa alternativa di Marcello Baraghini, col quale aveva già collaborato nel decennio precedente e alle ricerche fotografiche che in questi anni vedono l'avvento di scanner e pc come strumenti di rielaborazione, Ciani dà vita ad alcuni alter ego, come Stickerman e Luther Blissett. Stickerman, in collaborazione con Vittore Baroni, è uno dei primi progetti che precorre l’utilizzo dell’adesivo come medium artistico-comunicativo. Oltre a una fitta produzione di sticker ludico-concettuali, il progetto Stickerman ha portato alla realizzazione di una fanzine (anch’essa adesiva), “Sticker news”, di un album per la raccolta degli stickers e, nel 1992, di un museo, lo Stickerman Museum di Viareggio.
Più complessa l’esperienza del Luther Blissett Project, avviato nel 1995, del quale Ciani è stato uno dei primi promotori, assieme, tra i tanti, a Vittore Baroni, Roberto Bui e Stewart Home, le cui vicende sono state ripercorse da una vasta bibliografia internazionale. Al Luther Blissett Project e alle sue più note vicende è stata dedicata una sezione all'interno della mostra Sentieri interrotti. Crisi e iconoclastia nelle arti dagli anni Cinquanta alla fine del secolo (Bassano del Grappa, Palazzo Bonaguro, 17 giugno - 20 agosto 2000), curata da Roberto Bui e dallo stesso Ciani.
Nel 1996 fonda assieme a Vittore Baroni la casa editrice AAA edizioni, con sede a Bertiolo, le cui pubblicazioni prendono avvio proprio con una pubblicazione su Luther Blissett. La casa editrice sarà attiva fino alla scomparsa di Ciani, avvenuta nel 2006, strutturandosi in due distinte collane: la Apo-X, dedicata alle avanguardie e neoavanguardie del Novecento, dal Surrealismo agli Indiani Metropolitani, dai Provos olandesi alla Mail art, e la Artisti Allibratori Associati, incentrata sul libro-oggetto sperimentale. 
All'esperienza della AAA edizioni hanno partecipato sia storici della comunicazione e dell'arte, come Claudia Salaris, sia numerosi artisti, come Gianluca Lerici, Pablo Echaurren, Matteo Guarnaccia e Enrico Baj.
Ancora nel corso degli anni Novanta sviluppa la serie di collage (poi moltiplicati attraverso l'uso creativo della fotocopiatrice) A proposito di arte, avviata nel 1991. Si tratta di una serie di ironici lavori prossimi alla Poesia visiva che meditano sul concetto effimero di arte, attraverso una maniacale catalogazione del loro utilizzo nella stampa, sempre in contesti extra-artistici (L'arte di panificare, L'arte della truffa, eccetera). Tali lavori vengono presentati anche in storici eventi espositivi legati alle ricerche verbo-visuali, come 1897-1997: dal colpo di dadi alla poesia visuale, curata da Enrico Mascelloni e Sarenco nel 1998 al Palazzo della Ragione di Mantova.

### Gli anni Duemila
Nei primi anni Duemila Ciani continua le sperimentazioni fotografiche tramite l'utilizzo di scanner e computer, ad esempio nella serie Piu' o meno 4/4, che prevede la scomposizione e ricomposizione creativa dei volti di amici, famigliari e artisti, o nella serie Mi sento a pezzi (2001), ironica frammentazione del corpo dell'artista attraverso un serie di cartoline fotografiche elaborate in computergrafica.
L'esperienza più significativa di questi anni è però il progetto F.U.N. - FUNtastic United Nation, avviato nel 2001 in collaborazione con Emanuela Biancuzzi e nuovamente con Vittore Baroni, che ha portato alla creazione di francobolli (dal 2001), banconote (2003) e santini d'artista (2005), tutti prodotti da AAA edizioni, così come mostre collettive ed eventi artistici. Tra questi FUN of FUN (18 e 19 settembre 2004) e SUN of FUN (10-11 settembre 2005), entrambi tenutesi a Casier, presso PARCO Foundation.
Il progetto FUN è documentato da un volume rimasto inedito, i cui materiali preparatori sono allegati nel numero 91 di "Arte postale!", interamente dedicato a Piermario Ciani nel primo anno dalla scomparsa dell'artista, avvenuta nel 2006.
Dal 2023 l'archivio di Piermario Ciani è conservato all'Archivio del '900 del Mart di Rovereto.